# Bryan Garnica
Brayan Garnica (Chimalhuacán, Estado de México, México; 27 de mayo de 1996), es un futbolista profesional mexicano. Juega de extremo y su equipo actual es el Club Puebla  de la Primera División de México.

## Trayectoria

### Atlas Fútbol Club
Debutó con el Atlas Fútbol Club el 30 de septiembre del 2015 en el Apertura 2015 en el empate a uno frente al Cruz Azul. Para el Clausura 2021 se anuncia que volverá al equipo con el que debutó.

### Club Santos Laguna
El 17 de diciembre del 2018 se hizo oficial su transferencia a Santos Laguna.

## Estadísticas
Actualizado al último partido jugado el 11 de noviembre de 2024.
| Equipo                           | Div.                | Temporada           | Liga     | Liga  | Copa Nacional(1) | Copa Nacional(1) | Copa Internacional | Copa Internacional | Total    | Total |
| Equipo                           | Div.                | Temporada           | Partidos | Goles | Partidos         | Goles            | Partidos           | Goles              | Partidos | Goles |
| -------------------------------- | ------------------- | ------------------- | -------- | ----- | ---------------- | ---------------- | ------------------ | ------------------ | -------- | ----- |
| Atlas de Guadalajara · México    | 1.ª                 | 2015-16             | 9        | 0     | 6                | 0                | -                  | -                  | 15       | 0     |
| Atlas de Guadalajara · México    | 1.ª                 | 2016-17             | 30       | 1     | -                | -                | -                  | -                  | 30       | 1     |
| Atlas de Guadalajara · México    | 1.ª                 | 2017-18             | 36       | 3     | 3                | 0                | -                  | -                  | 39       | 3     |
| Atlas de Guadalajara · México    | 1.ª                 | 2018                | 15       | 0     | 3                | 0                | -                  | -                  | 18       | 0     |
| Atlas de Guadalajara · México    | 1.ª                 | 2021                | 1        | 0     | -                | -                | -                  | -                  | 1        | 0     |
| Atlas de Guadalajara · México    | 1.ª                 | 2021-22             | 9        | 0     | -                | -                | -                  | -                  | 9        | 0     |
| Atlas de Guadalajara · México    | Total               | Total               | 100      | 4     | 12               | 0                | 0                  | 0                  | 112      | 4     |
| Santos Laguna · México           | 1.ª                 | 2019                | 7        | 0     | -                | -                | 1                  | 0                  | 8        | 0     |
| Santos Laguna · México           | 1.ª                 | 2019-20             | 5        | 0     | 2                | 0                | -                  | -                  | 7        | 0     |
| Santos Laguna · México           | 1.ª                 | 2020                | 13       | 1     | -                | -                | -                  | -                  | 13       | 1     |
| Santos Laguna · México           | Total               | Total               | 25       | 1     | 2                | 0                | 1                  | 0                  | 28       | 1     |
| Necaxa · México                  | 1.ª                 | 2022-23             | 34       | 2     | -                | -                | -                  | -                  | 34       | 2     |
| Necaxa · México                  | 1.ª                 | 2023-24             | 36       | 3     | -                | -                | 2                  | 0                  | 38       | 3     |
| Necaxa · México                  | 1.ª                 | 2024-25             | 15       | 0     | -                | -                | 3                  | 0                  | 18       | 0     |
| Necaxa · México                  | Total               | Total               | 85       | 5     | 0                | 0                | 5                  | 0                  | 90       | 5     |
| Total en su carrera              | Total en su carrera | Total en su carrera | 201      | 10    | 14               | 0                | 6                  | 0                  | 221      | 10    |
| (1) Incluye datos de la Copa MX. |                     |                     |          |       |                  |                  |                    |                    |          |       |

## Palmarés
| Título               | Club     | País   | Año     |
| -------------------- | -------- | ------ | ------- |
| Liga MX              | Atlas FC | México | 2021    |
| Liga MX              | Atlas FC | México | 2022    |
| Campeón de Campeones | Atlas FC | México | 2021-22 |